# 祥芝镇
祥芝镇是中国福建省泉州市石狮市下辖的一个镇。位于石狮市东南滨海突出部，北靠泉州湾口，南邻古永宁卫城，西连蚶江鎮，距石狮中心市区13公里，镇政府驻地大堡村，总面积46．51平方公里。

## 行政区划
祥芝镇共辖10个行政村，分别是：
祥农村、大堡村、前山村、古浮村、莲坂村、湖西村、赤湖村、后湖村、祥渔村、祥运村。